# Избиение младенцев (картина Брейгеля)
Избиение младенцев — картина Питера Брейгеля (Старшего) написана между 1565 и 1567 годами. Работа была выполнена в период проживания художника в Брюсселе. В основе сюжета повествование из Евангелия от Матфея (Мф. 2:16). На данный момент картина является частью Британской королевской коллекции и хранится в Виндзорском замке, Виндзор.

## Сюжет картины
На 30-й год своего правления иудейский царь Ирод I Великий узнаёт от предсказателей о рождении младенца, который станет новым царём Древнего Израиля и Иудеи. Опасаясь конкуренции, он отдаёт приказ об убийстве всех мальчиков в возрасте до двух лет. Город Вифлеем был выбран потому, что именно на него указали предсказатели, истолковывая древние записи. Также опасения царя подтвердили донесения, согласно которым Мария и Иосиф из Вифлеема приносили новорождённого мальчика в Иерусалимский храм и епископ Симеон нарёк его Христом-Спасителем. Воины, прибывшие в Вифлеем, выполнили приказ, но Иисус не пострадал, поскольку его родители вместе с ним бежали в Египет. Через четыре года царь Ирод умер от непонятной и неподдающейся лечению болезни.

## История создания
Картина «Избиение младенцев» была написана в период между 1565 и 1567 годами в новой манере исполнения. Художник писал картину в виде единой многофигурной композиции, отходя от мозаичного стиля, где все элементы размещены в виде мозаики. Вместо изображения Вифлеема Питер Брейгель (Старший) переносит сюжет на голландскую деревню в зимний период. Более того, солдаты, избивающие младенцев это — ландскнехты-наёмники, которые совершали карательные рейды в Испанских Нидерландах по приказу Фернандо Альвареса де Толедо Альбы. В центре показан отряд воинов, непосредственно не участвующих в избиении, они наблюдают за исполнением приказа, человек в чёрном во главе этого отряда очень напоминает герцога Альбу; это значит, что короля Филиппа II художник сравнивает с царём Иродом. Весь трагизм ситуации художник передал изображением всадников, которые перекрыли все пути отхода и тем самым заманили детей и их матерей в капкан. Яма, наполненная ледяной водой, пути отхода, перекрытые всадниками, окружение со всех сторон мечниками символизирует собой неизбежность гибели и обречённость. За отсутствие явных признаков тождества с Евангельским сюжетом картину длительное время называли — «Нападение на деревню». Известный критик XVI века, Карел ван Мандер, отзывался об этой работе, как о «передающей очень живо сцены, где крестьянская семья молит о пощаде солдата, который убивает их ребёнка и матерях, обезумевших от горести утраты».

## Версии
Версия Брейгеля Старшего из Британской королевской коллекции была приобретена императором Священной Римской империи Рудольфом II.
Версия в Музее истории искусств в Вене долгое время считалась оригиналом Питера Брейгеля Старшего. Она находилась в дворце Хофбург в начале XVII века и была передана в Берлинскую картинную галерею в 1748 году.
Другая копия с подписью «.BRVEGEL. 15..» находилась в Швеции, а затем в Эрмитаже, прежде чем была продана советским правительством.